# Embaixada da Ucrânia na Grécia
A Embaixada da Ucrânia na Grécia é a representação diplomática da Ucrânia na capital grega, Atenas.
Em 31 de dezembro de 1991, a Grécia reconheceu a independência da Ucrânia e as relações diplomáticas foram estabelecidas em 15 de janeiro de 1992. Um consulado foi então aberto em maio de 1992 e a embaixada em junho de 1993. Em 2004, um consulado foi aberto em Thessaloniki, além da embaixada. Posteriormente, foram abertos mais dois consulados, em Pireu e Patras.

## Embaixadores
- Boris Ivanovic Kornejenko (1993-1997)
- Yuri Anatolijovic Sergeev (1997–2001)[2]
- Viktor Martinovic Kalnik (2001–2005)
- Valeri Ivanovic Tsibuk (2005-2010)
- Volodimir Anatolijovic Shkurov (2010–2017)
- Sergii Shutenko (2018–)[3]